# Fallaciella gracilis
Fallaciella gracilis là một loài Rêu trong họ Lembophyllaceae. Loài này được (Hook. f. & Wilson) H.A. Crum mô tả khoa học đầu tiên năm 1991.